# 地纹芋螺
地纹芋螺（学名：  英文俗名：Geography cone），又名杀手芋螺，俗稱雞心螺，为芋螺科芋螺属的动物。

## 分佈
分布于非洲沿岸、红海、印度、锡兰、日本以及中国大陆的海南、西沙群岛等地，生活环境为海水，主要栖息于浅海珊瑚礁间以及潮间带的下区。

## 毒性
地紋芋螺有劇毒，用產生肽毒素，人類如果被牠刺傷足以致命，與其近親大理石芋螺可稱為是世界上最毒的螺類之一，也是世界上最毒的動物之一以及世界上最毒的海洋動物之一。